# 20a Mostra Internacional de Cinema de Venècia
La 20a Mostra Internacional de Cinema de Venècia va tenir lloc del 23 d'agost al 6 de setembre de 1959.

## Jurat
- Luigi Chiarini (Itàlia) (president)[2]
- Georges Altman (França)
- Serguei Bondartxuk (URSS)
- Ralph Forte (USA)
- Luis Gómez Mesa (Espanya)
- Ernst Kruger (Alemanya)
- Roger Maxwell (GB)
- Vinicio Marinucci (Itàlia)
- Dario Zanelli (Itàlia)

## Pel·lícules en competició
| Títol original              | Director(s)         | País de producció |
| --------------------------- | ------------------- | ----------------- |
| The Boy and the Bridge      | Kevin McClory       | Regne Unit        |
| Sonatas                     | Juan Antonio Bardem | Espanya           |
| La grande guerra            | Mario Monicelli     | Itàlia            |
| Esterina                    | Carlo Lizzani       | Itàlia            |
| La nuit des espions         | Robert Hossein      | França            |
| V tvoikh rukakh zhizn       | Nikolai Rozantsev   | Unió Soviètica    |
| El general de la Rovere     | Roberto Rossellini  | Itàlia            |
| Álmatlan évek               | Félix Máriássy      | Hongria           |
| Enjō                        | Kon Ichikawa        | Japó              |
| Ansiktet                    | Ingmar Bergman      | Suècia            |
| Anatomia d'un assassinat    | Otto Preminger      | Estats Units      |
| Doble vida (À double tour)  | Claude Chabrol      | França            |
| Pociąg                      | Jerzy Kawalerowicz  | Polònia           |
| Hunde, wollt ihr ewig leben | Frank Wisbar        | Alemanya          |

## Premis
- Lleó d'Or:
  - La grande guerra (Mario Monicelli)
  - El general de la Rovere (Roberto Rossellini)
- Premi especial del jurat:
  - Ansiktet (Ingmar Bergman)
- Copa Volpi:
  - Millor Actor - James Stewart - (Anatomia d'un assassinat)
  - Millor Actress - Madeleine Robinson - (Doble vida)
  - Menció especial - Carla Gravina, Lucyna Winnicka, Hannes Messemer i Alberto Sordi (Esterina, Pociąg, El general de la Rovere i La grande guerra)
- Premi Nou Cinema 
  - Ansiktet (Ingmar Bergman)
- Premi FIPRESCI 
  - Popiół i diament (Andrzej Wajda)
- Premi OCIC 
  - El general de la Rovere (Roberto Rossellini)
- Premi Pasinetti 
  - Ansiktet (Ingmar Bergman)
  - Seccions paral·leles - Come Back, Africa (Lionel Rogosin)